# Sijsele

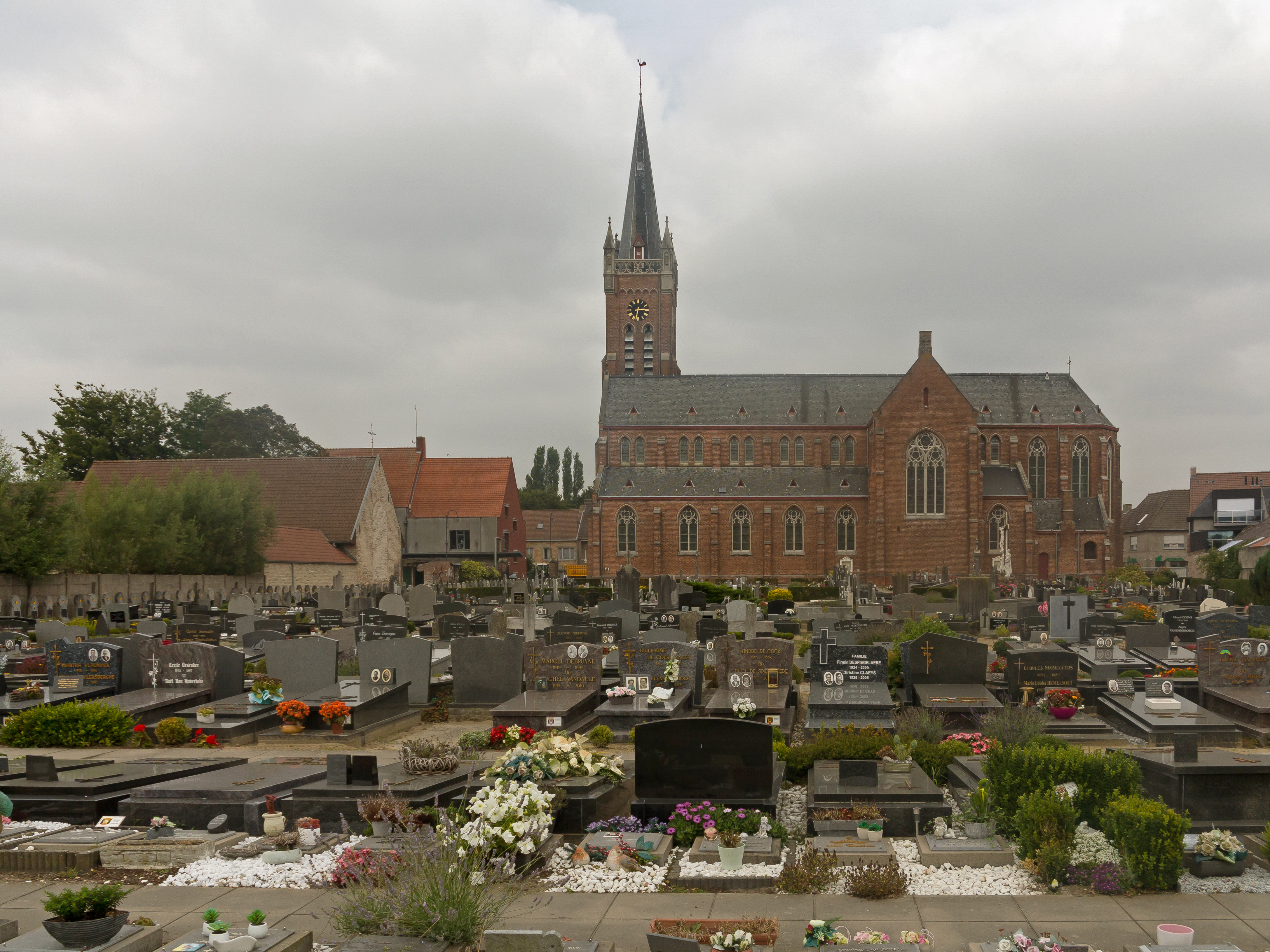
Sijsele, l'église: Sint Martinuskerk

Sijsele est une section de la ville belge de Damme située en Région flamande dans la province de Flandre-Occidentale. C'était une commune à part entière avant la fusion des communes de 1977.

## Démographie

### Évolution démographique
- Sources : INS, Rem. : 1831 jusqu'en 1970 = recensements, 1976 = nombre d'habitants au 31 décembre[2].

## Jumelages
Seyssel (France) (département de l'Ain, région Rhône-Alpes).